# Ghosts 'n Goblins Resurrection
Ghosts 'n Goblins Resurrection, conosciuto in Giappone come Kaettekita Makaimura (帰ってきた 魔界村?), è un videogioco a piattaforme, ottavo capitolo della serie Ghosts 'n Goblins, sviluppato e pubblicato dalla software house giapponese Capcom il 25 febbraio 2021 per Nintendo Switch e il primo giugno per PlayStation 4, Xbox One e Microsoft Windows.

## Trama
La storia di Ghosts 'n Goblins Resurrection ha come protagonista Arthur (アーサー?, Āsā), un prode cavaliere appiedato, che si avventura nelle viscere del Regno dei Demoni per salvare la sua amata, la Principessa Prin Prin (プリンセス プリンプリン?, Purinsesu Purin-Purin), dalle grinfie del Signore dei demoni.

## Modalità di gioco
Ghosts 'n Goblins Resurrection è un gioco platform 2D a scorrimento laterale. Il gioco presenta ancora una volta il cavaliere Arthur, che deve navigare nel Regno dei Demoni per combattere nemici come scheletri, zombi e Pigmen. Una volta che il giocatore ha finito il gioco, può completare le versioni Shadow di ogni livello, che riorganizzano il posizionamento e i punti di generazione dei nemici, oltre a introdurre ulteriori sfide ambientali che rendono ogni fase più difficile da navigare. Il gioco presenta otto diversi tipi di armi. Ciò include una lancia che può essere lanciata e un martello che induce un'onda d'urto quando colpisce il suolo. Man mano che il giocatore progredisce, raccoglierà api umbrali che potranno quindi essere utilizzate per sbloccare e potenziare le abilità magiche e di combattimento di Arthur.
Il gioco presenta quattro livelli di difficoltà: Legends, il più difficile, Knight, Squire e Page, il più semplice.  Se il giocatore muore, si rigenera al checkpoint. La difficoltà in una partita non può essere modificata in modo permanente, ma ai giocatori verrà data un'opzione per abbassare la difficoltà per la parte restante del livello dopo diverse morti consecutive.  Il gioco presenta anche una modalità multiplayer cooperativa locale a due giocatori. Il secondo giocatore può assumere il ruolo di Barry, Kerry o Archie. Ognuno dei quali ha le proprie abilità che possono aiutare Arthur nella sua ricerca.

## Sviluppo
Ghosts 'n Goblins: Resurrection è stato rilasciato per celebrare il 35º anniversario del franchise. Una rinascita dell'interesse dei giocatori per i giochi con un gameplay simile a quello di Ghosts 'n Goblin ha anche motivato Capcom a dare il via libera al gioco.  Il gioco è stato progettato e diretto dal creatore della serie Ghosts 'n Goblins Tokuro Fujiwara.  Il gioco ha adottato un nuovo stile visivo, basato sul motore RE proprietario di Capcom, che inizialmente è stato accolto con una reazione mista da parte dei fan. Fujiwara ha spiegato che il team ha adottato uno stile artistico "pergamena animata" o "libro illustrato" perché sentiva che si allineava meglio con l'estetica dei palchi ispirati ai parchi a tema horror. Per quanto riguarda la difficoltà del gioco, Fujiwara ha aggiunto che il gioco è stato progettato in modo che il giocatore provasse un senso di realizzazione dopo aver superato tutti gli ostacoli in una fase.  Tuttavia, a differenza del primo gioco che era noto per il suo gameplay difficile, il team ha deciso all'inizio dello sviluppo del gioco che avevano bisogno di aggiungere più livelli di difficoltà per soddisfare i giocatori meno abili o esperti.
Ghosts 'n Goblins Resurrection è stato ufficialmente annunciato ai The Game Awards 2020 . È stato rilasciato per Nintendo Switch il 25 febbraio 2021.  port per PlayStation 4, Xbox One e Microsoft Windows sono stati annunciati nell'aprile 2021 e rilasciati il 1 giugno 2021.

## Accoglienza
| Testata                        | Versione      | Giudizio |
| ------------------------------ | ------------- | -------- |
| Metacritic (media al 06/09/21) | Xbox ONE      | 85/100   |
| Metacritic (media al 06/09/21) | PlayStation 4 | 69/100   |
| Metacritic (media al 06/09/21) | N.Switch      | 75/100   |
| Metacritic (media al 06/09/21) | PC            | 69/100   |
| OpenCritic (media al 06/09/21) | varie         | 75/100   |
| Attack of the Fanboy           | N.Switch      | [ 4 ]    |